# ВСК «Юридична академія»
Збірна Харківської області—Юридична академія м. Харків, або ВСК «Юридична академія» — чоловічий волейбольний клуб із м. Харкова, Україна. Заснований у 1995 році. З 1996 року виступає у Вищій лізі Чемпіонату України (нині  — Суперліга ).

## Історія команди
Студентська команда Харківського юридичного інституту у 1980-х роках брала участь у міських, обласних, республіканських першостях серед вищих навчальних закладів, ставала призером і переможцем першостей серед вищих навчальних закладів Радянського Союзу.
У 1992 році на Всеукраїнському перехідному турнірі завоювала право участі в першому чемпіонаті країни з волейболу серед команд майстрів І ліги. Тоді ж команда стала фарм-клубом харківського «Локомотива» і отримала назву «Юракадемія — Локомотив».
У 1995 році «Юракадемія — Локомотив» зайняла перше місце в І лізі й завоювала право виступати у вищий лізі Чемпіонату України. У зв'язку з новими завданнями, що постали перед командою, з ініціативи ректора академії В. Я. Тація був створений волейбольний спортивний клуб «Юридична академія».
Першим президентом клубу став проректор академії з навчально-методичної роботи професор В. В. Комаров. До структури клубу увійшло волейбольне відділення харківського обласного училища фізичної культури № 2, в якому у командах другої та першої ліги готувався резерв для головної команди вищої ліги (зараз Суперліги) «Юридична академія».
У грудні 1999 році клуб очолив декан факультету юстиції, доцент, кандидат юридичних наук В. М. Єрмолаєв.
Нинішній президент клубу — ректор Національної юридичної академії України В. Я. Тацій.

## Склад

### Гравці
Станом на 5 грудня  2023
| №  | Ім'я, прізвище       | Позиція               | Країна | Дата народження | Зріст  | Вага   | Висота атаки | Висота блоку |
| -- | -------------------- | --------------------- | ------ | --------------- | ------ | ------ | ------------ | ------------ |
| 1  | Павло Плотнік        | Центральний блокуючий |        | 09.07.2002      | 201 см | 110 кг | 330см        | 310см        |
| 3  | Євгеній Степовий     | Діагональний          |        | 15.04.2002      | 190 см | 88 кг  | 330см        | 322см        |
| 4  | Олександр Ковальов   | Центральний блокуючий |        | 30.04.2003      | 203 см | 99 кг  | 340см        | 320см        |
| 7  | В'ячеслав Переходнюк | Ліберо                |        | 28.02.2002      | 178 см | 72 кг  | 285см        | 270см        |
| 8  | Андрій Стеблецький   | Зв'язуючий            |        | 29.11.2000      | 195 см | 85 кг  | 325см        | 315см        |
| 9  | Віталій Сухінін      | Діагональний          |        | 25.11.1985      | 204 см | 95 кг  | 335см        | 315см        |
| 10 | Денис Дегтяр         | Зв'язуючий            |        | 15.10.2005      | 185 см | 77 кг  | 305см        | 290см        |
| 11 | Олександр Борисов    | Ліберо                |        | 07.02.2007      | 175 см | 70 кг  | 285 см       | 270см        |
| 13 | Олександр Терещук    | Центральний блокуючий |        | 23.11.1998      | 203 см | 100 кг | 330 см       | 310см        |
| 15 | Микита Арбузов       | Догравальник          |        | 03.01.1995      | 200 см | 97 кг  | 324 см       | 305см        |
| 18 | Анатолій Баран       | Догравальник          |        | 05.01.2004      | 195 см | 90 кг  | 295 см       | 275см        |
| 19 | Владислав Антоненко  | Центральний блокуючий |        | 11.11.2003      | 198 см | 88 кг  | 320 см       | 305см        |
| 27 | Данило Федосєєв      | Центральний блокуючий |        | 27.11.1997      | 209 см | 102 кг | 340 см       | 32їсм        |

## Досягнення
Чемпіонат України
- Чемпіон Вищої Ліги України: 2013/2014.

- Срібний призер  України (2): 2002/2003, 2003/2004.
- Бронзовий призер  України (6): 2000/2001, 2001/2002, 2014/2015, 2015/2016, 2020/2021, 2022/2023.

Кубок України
- Переможець Кубка України (2): 1998/1999, 2003/2004.
- Фіналіст Кубка України (3): 2004/2005, 2007/2008, 2014/2015.

## Відомі гравці
- Олександр Мартиненко
- Дмитро Мусерський
- Микола Павлов
- Максим Пантелеймоненко
- Андрій Левченко